# Aberdeen Soccer Casuals
Die Aberdeen Soccer Casuals (ASC) sind eine Hooligangruppe um den Fußballverein FC Aberdeen in Schottland, die als erster schottischer Vertreter der Casual-Subkultur gilt und vornehmlich in den 1980er Jahren aktiv war.
Ein ehemaliges Mitglied der ASC veröffentlichte seine Memoiren in einem Buch. Die Gründungsidee sei bei einem Spiel des FC Aberdeen gegen Liverpool im Oktober 1980 entstanden, als die Anhänger der schottischen Mannschaft die auffällig anders gekleideten Anhänger des Liverpooler Vereins erblickten. Diese trugen im Gegensatz zu der bis dahin bei Fans üblichen Straßenkleidung mit Schals und anderen Fanartikeln Designer-Trainingsanzüge und Sportkleidung kontinentaleuropäischer Markenhersteller. Die Aberdeen-Fans sollen diesen Kleidungsstil übernommen und als eine der ersten Gruppen unter schottischen Fußballfans bekanntgemacht haben. Nicht zuletzt durch ihr gänzliches anderes Aussehen wurden die ASC bei ihren Auseinandersetzungen mit anderen Hooligan-„Firmen“ in Schottland bekannt. Die ASC sollen die erste, größte und gefürchtetste Hooligangruppe des neuen Typus in Schottland gewesen sein. Sie waren bei Spielen des FC Aberdeen zwanzig Jahre lang an Krawallen beteiligt.
In den Jahren 1984/1985 sollen bei Heimspielen des FC Aberdeen bis zu 700, bei Auswärtsspielen ca. 400 Personen erschienen sein, die den ASC zuzurechnen waren. In den 1990er Jahren waren die Anhängerzahlen rückläufig. 2006 sollen der Kerngruppe noch ca. 50 Personen angehört haben, bei bedeutenden Spielen sollen jedoch noch bis zu 200 Anhänger erscheinen.